# Городоцько-Добрівлянський іхтіологічний заказник
Городо́цько-Добрівля́нський зака́зник — іхтіологічний заказник місцевого значення в Україні. Розташований у межах річки Дністер, від гирла річки Серет (біля села Городок) до колишньої турбази «Дністрянка» (на північний схід від села Добрівляни).
Площа 51 га. Створений відповідно до рішення виконкому Тернопільської обласної ради від 19 листопада 1984 року, № 320. Перебуває у віданні Заліщицької міської громади Чортківського району.
Під охороною — фрагмент річки Дністер як місце нагулу, нересту та відтворення чисельності вирезуба — риби, занесеної до Червоної книги України.
Заказник входить до складу національного природного парку «Дністровський каньйон».